# ایوب پاپری مقدم‌فرد
ایوب پاپری مقدم‌فرد (زادهٔ ۱۳۴۳ در دشتستان) نمایندهٔ حوزهٔ انتخابیهٔ دشتستان در دورهٔ هشتم مجلس شورای اسلامی بوده‌است.